# Негроамаро

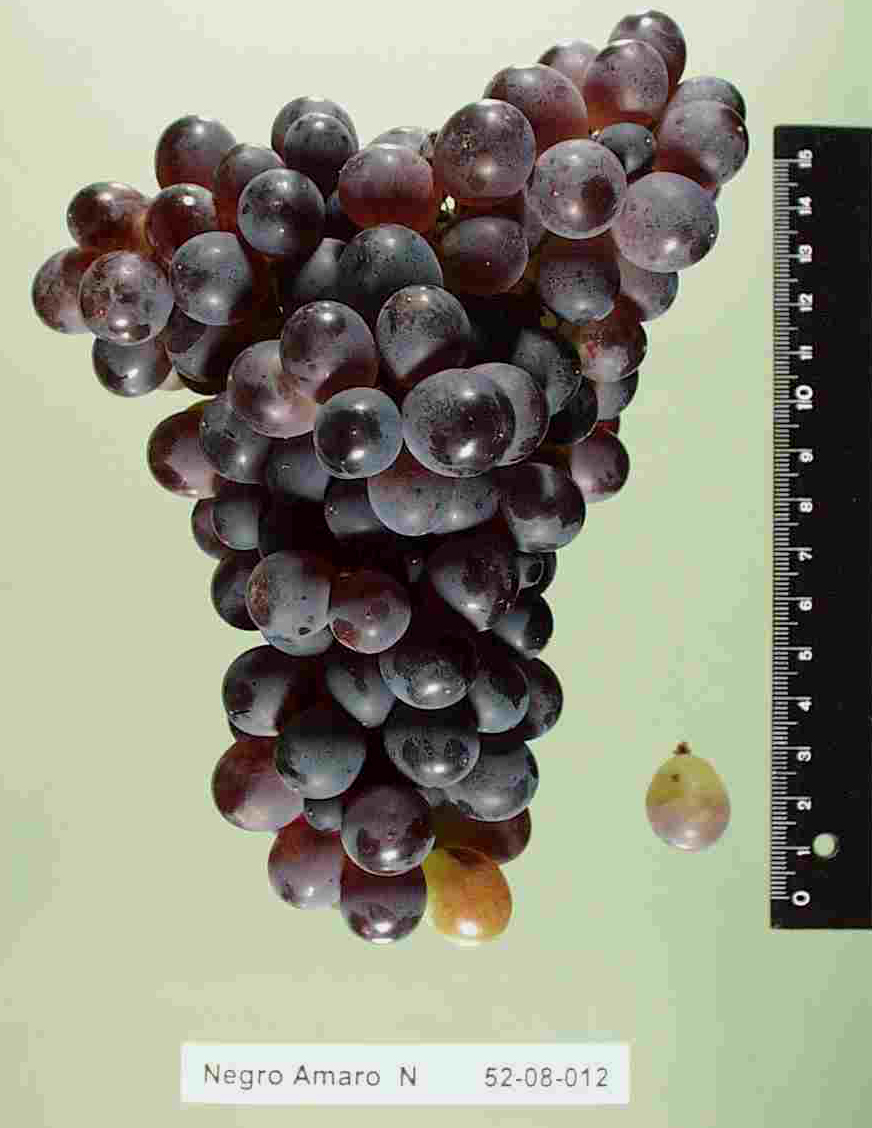
Гроно сорту негроамаро

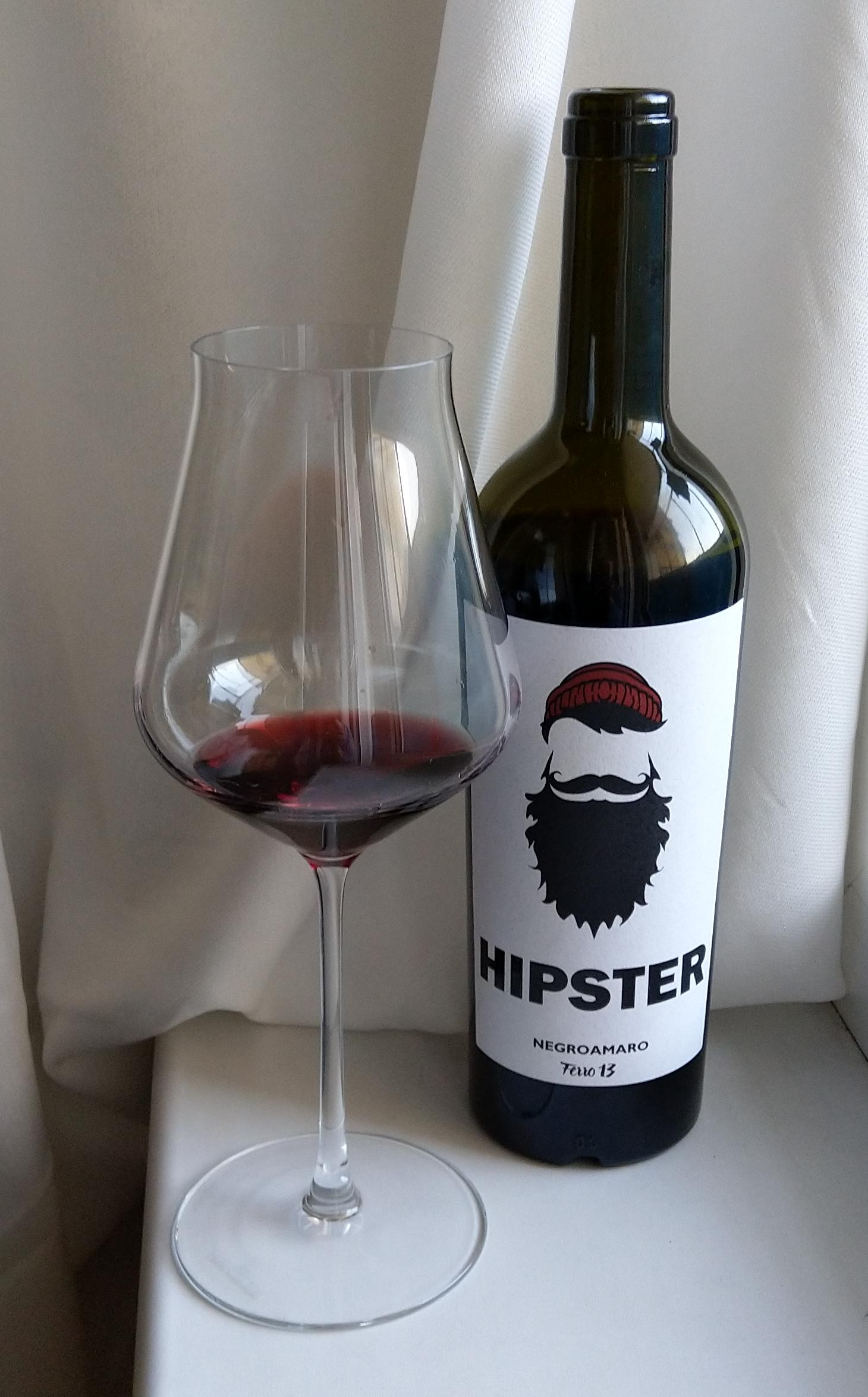
Пляшка вина з винорграду негроамаро

Негроамаро або Негро амаро (італ. «Negroamaro» або італ. «Negro Amaro») — італійський технічний сорт червоного винограду з області Апулія. Вважається, що назва сорту походить від двох слів, що означають «чорний» — лат. «negro» латиною та грец. «maru» давньогрецькою мовою, тому що ягоди винограду мають дуже темний колір.

## Історія
Сорт негроамаро відомий з давніх часів. Дослідники вважають, що на півдні Апеннінського півострова він з'явився ще до нашої ери завдяки давнім грекам. Після падіння Римської імперії виноробство продовжувалося тільки у монастирях. У ХХ столітті цей сорт використовувався виключно в купажах з іншими сортами для виробництва вин півночі Італії. Але з 1957 року в Апулії почали виробляти сортове вино з негроамаро. В наші часи площа виноградників цього сорту у регіоні становить 16 тисяч гектарів.

## Географія сорту
Найбільші площі виноградників сорту негроамаро ростуть у італійській області Апулія між містами Бріндізі та Лечче. Там з 1976 року діє зона виробництва контрольована за походженням італ. «DOC Salice Salentino». Також цей виноград вирощують у США (Каліфорнія) та Австралії.

## Характеристики сорту
Сила росту кущів середня. Квітки двостатеві. Лист великий, п'ятилопатевий, має слабке розсічення, опушення на нижній частині листа відсутнє. Виноградна лоза високоврожайна, найкращі результати демонструє на вапнякових ґрунтах, але легко адаптується і до інших. Вона має гарну посухостійкість, тому добре підходить для Апулії, де спекотне літо. Виноград утворює грона вагою близько 300—350 г, ширококонічної форми, середніх і великих розмірів. Ягоди чорного кольору з фіолетовим відтінком, середнього розміру, з товстою міцною шкіркою, яка вкрита шаром кутину. Сік забарвлений. Цукристість соку ягід — до 20г/100 см³, кислотність при титруванні 5г/дм³. Дозріває в кінці вересня — на початку жовтня. Сорт має підвищену чутливість до грибкових захворювань.

## Характеристики вина
Виноград використовується тільки для виноробства. З негроамаро можуть вироблятися 100 % сортові вина, але частіше він використовується, як для купажування з такими сортами, як мальвазія нера, санджовезе та монтепульчано. Більшість вин є ординарними, деякі виробники випускають марочні вина. Здебільшого виробляються сухі червоні вина, але іноді входить до складу рожевих та ігристих вин. В ароматі вин з негроамаро — відчутні тони вишні, сливи, шоколаду та кави. Як правило це вина з нечіткими танінами. Якщо на етикетці вказано італ. «Negroamaro» — вміст цього сорту у вині повинен складати не менше ніж 90 %.